# Eumorphus bipunctatus bipunctatus
Eumorphus bipunctatus bipunctatus es una subespecie de coleóptero de la familia Endomychidae.

## Distribución geográfica
Habita en Java.